# Jarok
Jarok é um município da Eslováquia, situado no distrito de Nitra, na região de Nitra. Tem 22,11 km² de área e sua população em 2018 foi estimada em 2.041 habitantes.

## Demografia
| Ano:        | 1994 | 2004   | 2014    | 2024    |
| ----------- | ---- | ------ | ------- | ------- |
| Broj ljudi: | 1794 | 1767   | 1947    | 2143    |
| Razlika:    |      | -1,50% | +10,18% | +10,06% |

| Ano:               | 2023 | 2024   |
| ------------------ | ---- | ------ |
| Número de pessoas: | 2138 | 2143   |
| Diferença:         |      | +0,23% |